# Storia del Regno Unito

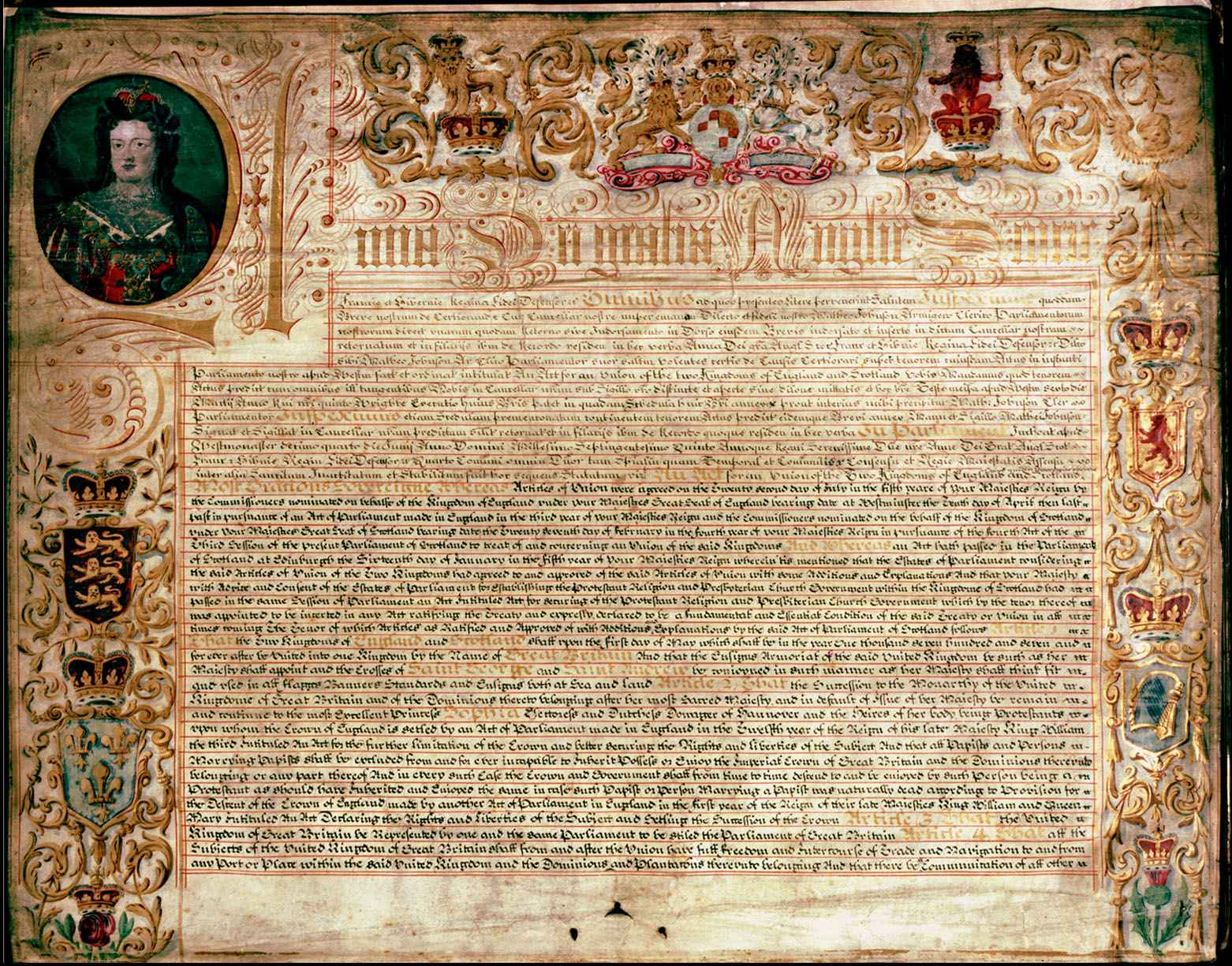
L'atto di unione che nel 1707 fece nascere il Regno di Gran Bretagna

La storia del Regno Unito inizia nei primi anni del XVIII secolo con il trattato di Unione e l'Atto di Unione del 1707 che portarono all'unione dei regni d'Inghilterra, di Scozia e Galles in una nuova entità politica chiamata Regno di Gran Bretagna. L'Atto di Unione del 1800 aggiunse anche il Regno d'Irlanda sancendo così la nascita del Regno Unito di Gran Bretagna e Irlanda.
I primi decenni di vita del Regno furono segnati da rivolte giacobite che si conclusero con la sconfitta nella battaglia di Culloden nel 1746 dei sostenitori della restaurazione del casato degli Stuart. Nel 1763, la vittoria della Gran Bretagna nella guerra dei sette anni portò all'affermazione del primo Impero britannico ma con la successiva sconfitta nella guerra d'indipendenza americana il regno perse le sue tredici colonie del Nord America e dovette ricostituire un secondo impero britannico incentrato sull'Asia e sull'Africa. Di conseguenza, la cultura britannica e la sua influenza tecnologica, politica, costituzionale e linguistica divennero mondiali. La Rivoluzione francese e le successive guerre napoleoniche ebbero notevoli ripercussioni anche oltre il canale della Manica, con i britannici che misero in campo grandi energie per sconfiggere definitivamente Napoleone nel 1815. Il partito Tory, salito al potere nel 1783, rimase al potere (sebbene con una breve interruzione) fino al 1830. Furono decenni contrassegnati da riforme politiche che allargarono il diritto di voto e aprirono l'economia al libero mercato. L'età vittoriana fu un periodo di prosperità, soprattutto per la classe media, che portò la Gran Bretagna a dominare l'economia mondiale e a godere di un secolo relativamente pacifico tra il 1815 al 1914.
La prima guerra mondiale (1914-1918), con la Gran Bretagna alleata con Francia, Italia, Russia e Stati Uniti, fu una guerra totale sanguinosissima ma alla fine riuscì a sconfiggere la Germania. Dal conflitto nacque la Società delle Nazioni, un'istituzione fortemente voluta dalla Gran Bretagna. Nel 1922, l'Irlanda cattolica si separò dal Regno ma subito dopo l'Irlanda del Nord fece ritorno. I primi anni 1930 furono contraddistinti da una forte crisi economica sulla scia del crollo di Wall Street. I sentimenti per la pace erano così forti che la nazione sostenne una politica accomodante, detta appeasement, con la Germania nazista di Adolf Hitler per tutti gli anni 1930 fino a quando questi invase la Polonia 1939 dando inizio alla seconda guerra mondiale. Nel conflitto l'Unione Sovietica e gli Stati Uniti si unirono alla Gran Bretagna come principali potenze alleate. Alla fine del conflitto la Gran Bretagna non era più una superpotenza militare o economica, come si è visto nella crisi di Suez del 1956. Non avendo più la ricchezza per mantenere un impero, dette avvio a un processo che portò all'indipendenza di quasi tutte le sue colonie che in genere si unirono al Commonwealth delle Nazioni. Gli anni del dopoguerra videro grandi difficoltà, alleviate in qualche modo da aiuti finanziari su larga scala dagli Stati Uniti e, in parte, dal Canada. La prosperità economica tornò negli anni 1950.
Nel frattempo, dal 1945 al 1950, il Partito Laburista costruì uno stato sociale, nazionalizzato molte industrie e creato il Servizio Sanitario Nazionale. Il Regno Unito ha preso una posizione forte contro l'espansione comunista, giocando un ruolo importante nella guerra fredda e nella formazione della NATO. Il Regno Unito è stato un membro di spicco delle Nazioni Unite sin dalla sua fondazione, così come di numerose altre organizzazioni internazionali. Negli anni 1990, il neoliberismo ha portato alla privatizzazione delle industrie nazionali e alla deregolamentazione delle questioni economiche. Nello stesso tempo movimenti di devoluzione su larga scala in Irlanda del Nord, Scozia e Galles decentrarono il processo decisionale politico. Nel 1973 la Gran Bretagna è entrata a far parte della Comunità economica europea, indebolendo così i legami economici con il suo Commonwealth ma il referendum sulla Brexit del 2016 portò alla sua uscita dall'Unione europea che si è concretizzata nel 2020.

## XVIII secolo: la Gran Bretagna

### Gran Bretagna degli Hannover

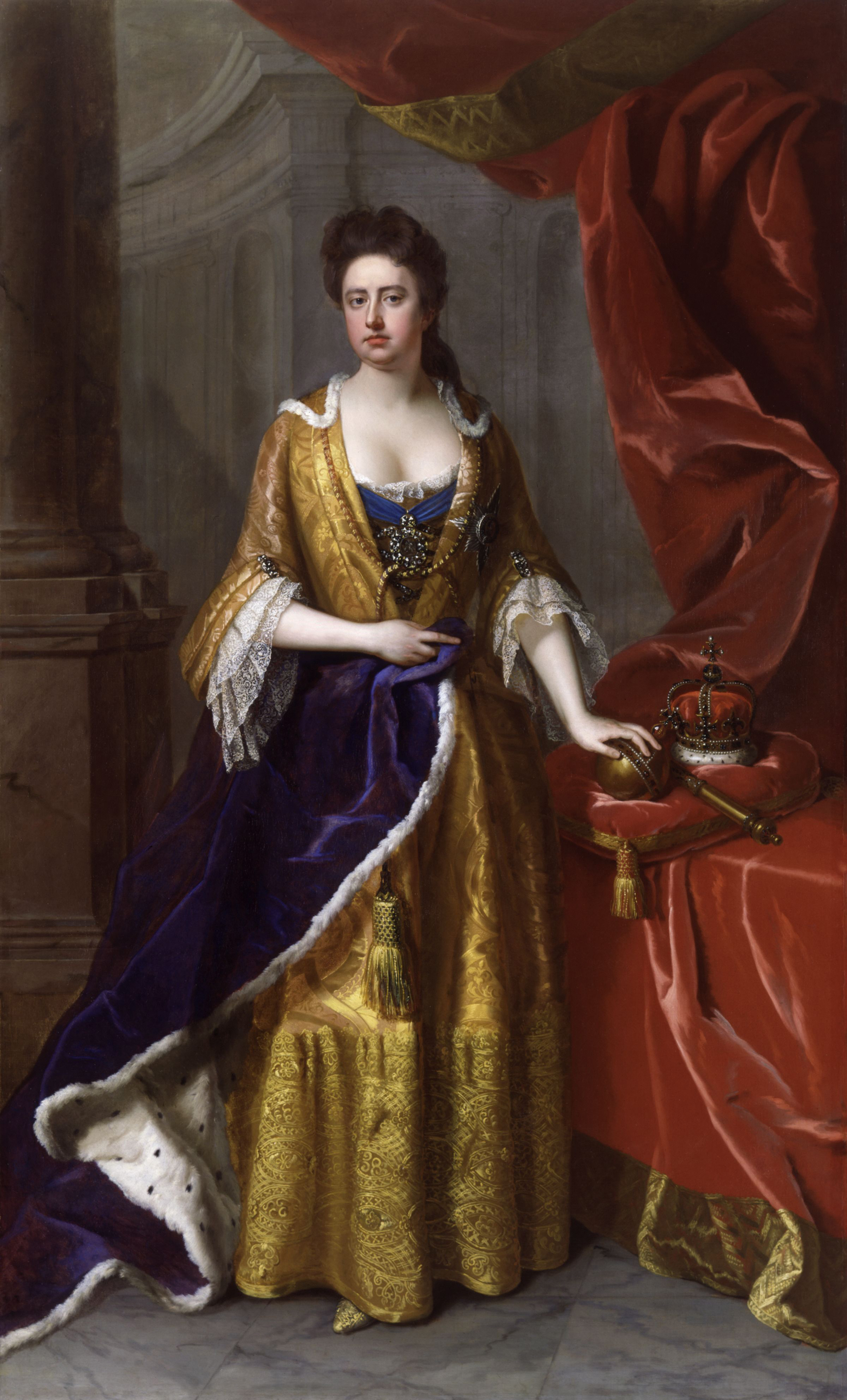
Anna di Bretagna, l'ultima regina del casato Stuart

Con l'emanazione dell'Act of Settlement (Atto di Successione) del 1701 si stabilì che, dopo la morte di Guglielmo III d'Orange, la corona sarebbe passata alla cognata Anna Stuart e quindi ai discendenti di Sofia del Palatinato, nipote di Giacomo I e andata in sposa all'Elettore di Hannover Ernesto Augusto di Brunswick-Lüneburg.
Morta Anna Stuart, nel 1714 il trono passò a Giorgio I di Hannover, figlio di Sofia del Palatinato, come previsto dall'Atto di Successione mettendo fine ai sovrani del casato Stuart, sebbene una fazione irriducibile che godeva del sostegno del Regno di Francia sostenesse i pretendenti stuartiani. Giorgio non fu certo un re particolarmente incisivo nella vita dell'Inghilterra, nato in Germania si diceva che non parlasse nemmeno la lingua inglese, tuttavia sotto il suo regno venne rafforzato l'esercito e plasmato un sistema politico più stabile che contribuì a portare la pace nell'Europa settentrionale. Le fazioni giacobite che cercavano una restaurazione degli Stuart rimasero comunque forti tanto da tentare, seppur senza successo, un'insurrezione nel 1715.

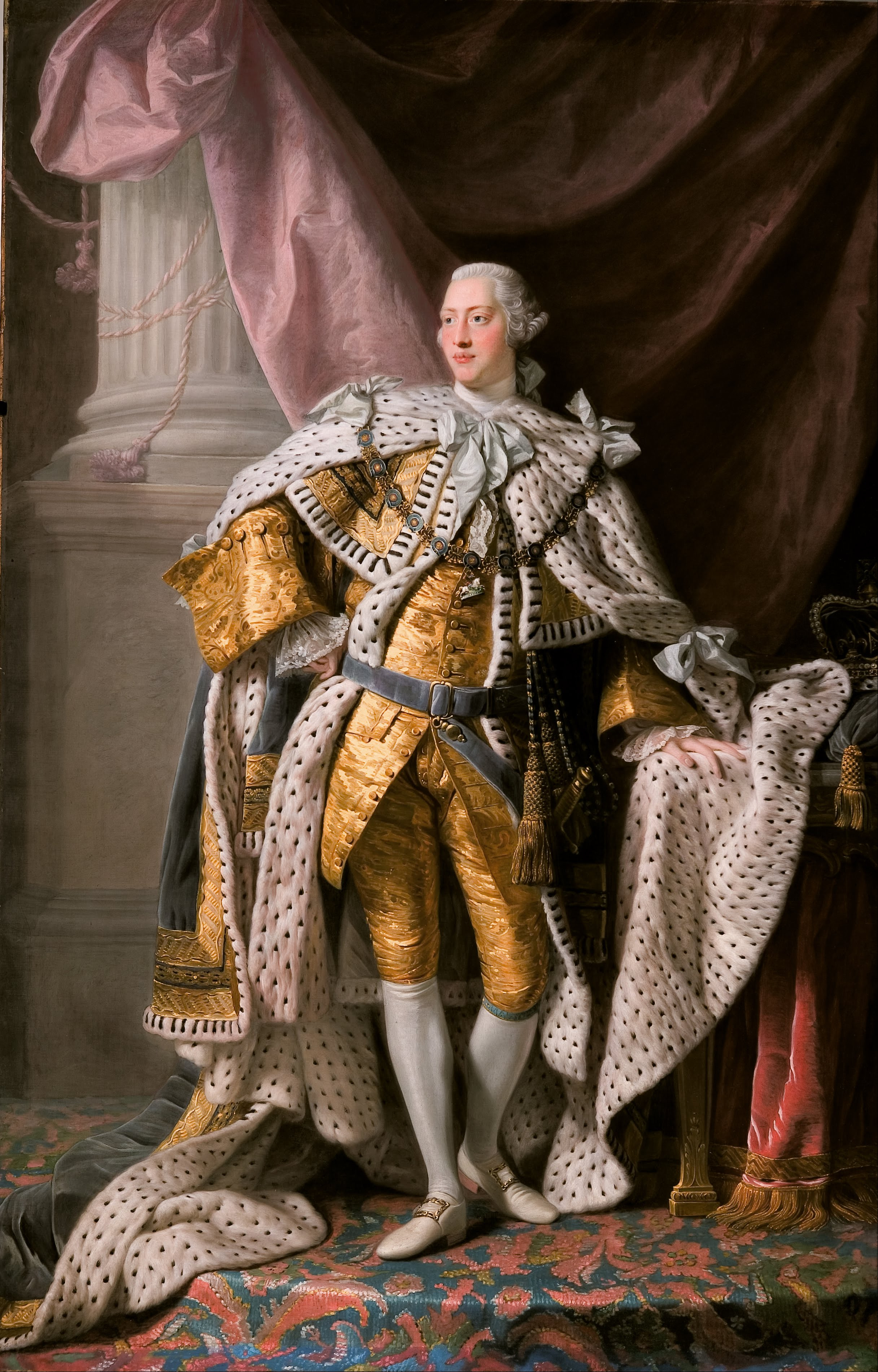
Re Giorgio III di Hannover

Il successore di Giorgio I fu il figlio che salì al trono nel 1727 con il nome di Giorgio II. Tre il 1730 e il 1742 il governo della nazione venne guidato da Sir Robert Walpole che si prodigò nel migliorare la stabilità del sistema costituzionale del Regno. Grazie alle schiaccianti vittorie conseguite nella guerra dei sette anni, combattuta dall'Inghilterra tra il 1756 e il 1763 in coalizione con la Prussia, Giorgio II riuscì a rafforzare le colonie britanniche nei Caraibi e nel Nord America, ottenendo il pieno controllo del Canada, a scapito delle mire coloniali francesi.
Re Giorgio III, succeduto al nonno nel 1760, non si recò mai in Hannover e parlò l'inglese come prima lingua. Fu l'ultimo re inglese a dominare il governo e la politica e il suo lungo regno è noto per aver perso le tredici colonie del Nord America a seguito della sconfitta nella guerra d'indipendenza americana protrattasi tra il 1775 e il 1783 e che vide la Francia alleata alle colonie come vendetta per la sua sconfitta nella guerra dei sette anni. Come conseguenza di tale perdita, venne a formarsi un cosiddetto "secondo impero" incentrato soprattutto in India, Asia e Africa. Inoltre, durante il suo regno l'Inghilterra fu impegnata nelle guerre rivoluzionarie francesi, terminate in modo inconcludente con una breve tregua, e nelle epiche guerre napoleoniche che si conclusero con la decisiva sconfitta di Napoleone nella battaglia di Waterloo del 18 giugno 1815.

### Società ed economia

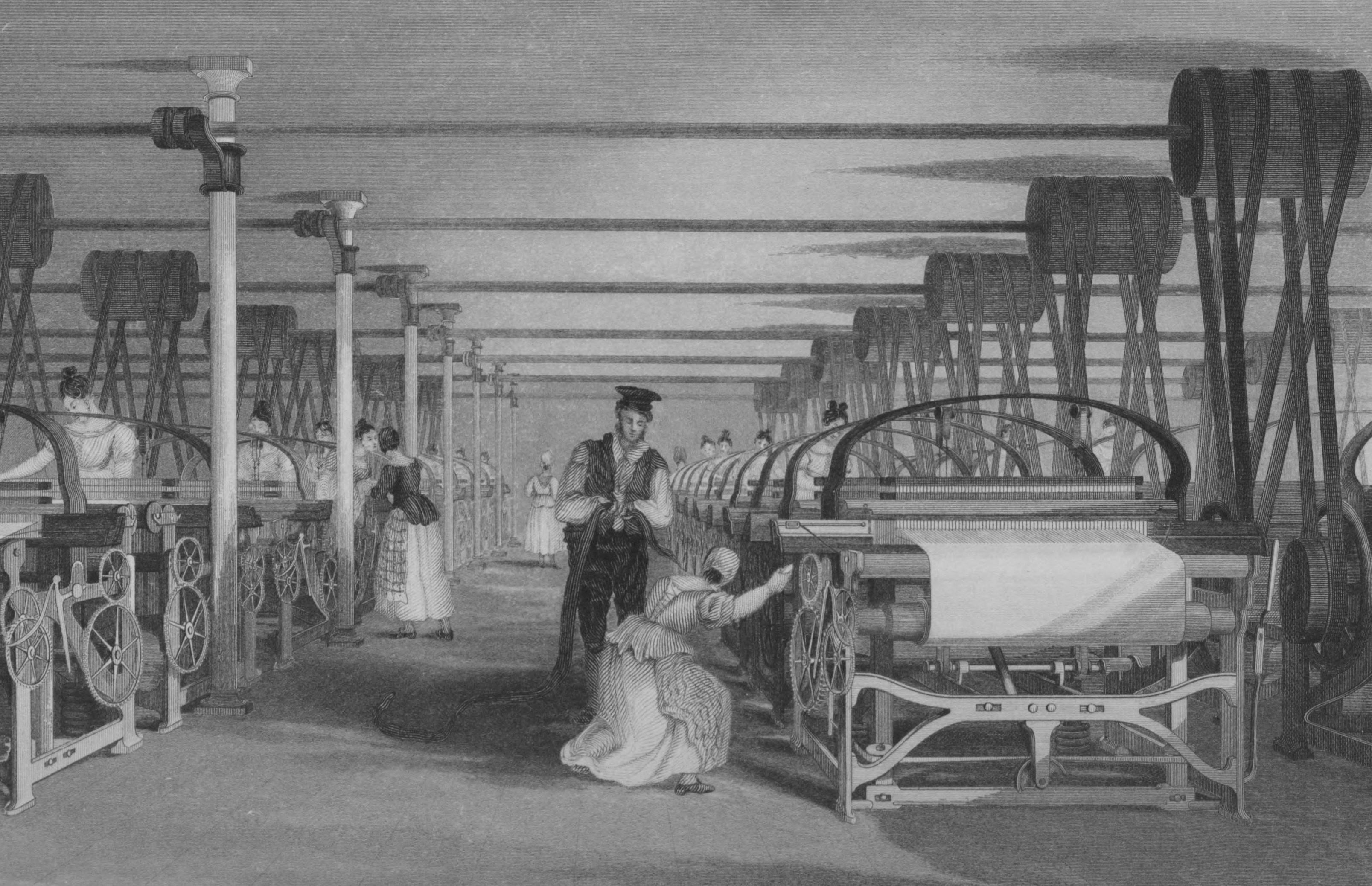
Tessitura con telaio meccanico

Il regno di Giorgio III fu anche contrassegnato da una rivoluzione industriale che si verificò in Inghilterra a partire dagli anni 1760 circa. Grazie all'espansione dei commerci internazionali, nel corso del Settecento si assistette a una crescita della domanda di prodotti che stimolò il passaggio da una produzione artigiana a quella manifatturiera. La rivoluzione industriale che ne scaturì fu un processo di evoluzione economica che da un sistema agricolo-artigianale-commerciale basato sul sistema corporativo portò a un sistema industriale moderno caratterizzato dall'uso generalizzato di macchine azionate da energia meccanica e dall'utilizzo di nuove fonti energetiche inanimate (come ad esempio i combustibili fossili). Questa trasformazione riguardò prevalentemente il settore tessile-metallurgico e comporta l'introduzione della spoletta volante e della macchina a vapore.
La rivoluzione industriale comportò una profonda e irreversibile trasformazione che parte dal sistema produttivo fino a coinvolgere il sistema economico nel suo insieme e l'intero sistema sociale. L'apparizione della fabbrica e della macchina modificò i rapporti fra gli attori produttivi. Nacque così la classe operaia che riceve, in cambio del proprio lavoro e del tempo messo a disposizione per il lavoro in fabbrica, un salario. Contemporaneamente si affermò anche un ceto borghese dotato di mentalità imprenditoriale, spirito di iniziativa e propensione al rischio che dette vita al capitalismo industriale, imprenditore proprietario della fabbrica e dei mezzi di produzione, che mira a incrementare il profitto della propria attività.
La rivoluzione industriale ebbe enormi implicazioni sociali. Grazie all'utilizzo di fonti di energia trasportabili, come il carbone, le fabbriche vennero costruite nelle città provocando una sostanziale emigrazione di contadini dalle campagne che si ritrovarono a vivere in condizioni di sovraffollamento e scarsa igiene. La necessità di trasportare materiali, spesso pesanti, comportò un miglioramento senza precedenti delle vie di comunicazione. L'innovazione tecnologica andò incontro a un rapido sviluppo grazie all'introduzione di nuove tecnologie: nel 1784 Henry Cort brevettò un sistema di puddellaggio che consentì l'ottenimento di ghisa di alta qualità mentre, poco dopo, Edmund Cartwright inventò il telaio meccanico.

## I primi anni del Regno Unito (1800-1837)
Il 1º gennaio 1707 il Regno di Gran Bretagna e il Regno d'Irlanda si fusero in un'unica entità. Gli eventi che culminarono con questa unione partivano da ben lontano. Fin dal Medioevo i normanni cercavano di sottomettere l'Irlanda. Nel Seicento ci fu una massiccia emigrazione di coloni inglesi e scozzesi, di fede protestante, che si stabilirono in Irlanda, specie in Ulster, andando a rimpiazzare i nativi irlandesi. Fin dal Medioevo l'Irlanda fu sempre soggetta ai sovrani inglesi.
Dopo la ribellione irlandese del 1641 i cattolici furono esclusi a partecipare al voto per il parlamento irlandese. Alla fine del Settecento il parlamento irlandese, formato da protestanti, ottenne un elevato grado di indipendenza da Londra. Nel 1798 in Irlanda scoppiò una ribellione sostenuta dalla Francia, ma prontamente stroncata dall'esercito britannico. Nel 1800 i parlamenti di Gran Bretagna e Irlanda passarono l'Act of Union. Con questo atto i parlamenti di Gran Bretagna e Irlanda vennero sciolti per dare via a un parlamento del Regno Unito di Gran Bretagna e Irlanda.
Durante la guerra della seconda coalizione la Gran Bretagna occupò gran parte delle colonie franco-olandesi. Con il trattato di Amiens il neocostituito Regno Unito dovette restituire alla Francia le colonie occupate. Nel 1805 la marina britannica con a capo l'ammiraglio Nelson inflisse una pesante disfatta alla Francia napoleonica. Con la vittoria di Trafalgar veniva sostanzialmente sancita la superiorità navale del Regno Unito. Nel 1808, con la guerra d'indipendenza spagnola, l'esercito britannico riuscì a scacciare i francesi dalla penisola iberica. Nel 1814-1815, insieme agli alleati austriaci, russi e prussiani, l'esercito del Regno Unito riuscì a sconfiggere la Francia napoleonica in maniera definitiva.
Durante lo scontro con la Francia napoleonica, in Nordamerica scoppiò una guerra tra gli Stati Uniti d'America e il Regno Unito. Sebbene nella storia degli Stati Uniti fu un evento di capitale importanza, in Gran Bretagna fu percepito come un evento marginale. Gli Stati Uniti riuscirono a infliggere una serie di imbarazzanti disfatte alla marina britannica, all'epoca la più potente al mondo. Tuttavia i britannici riuscirono a respingere l'offensiva statunitense e anche a fare una scorribanda alla capitale Washington. Nonostante ciò il duca di Wellington capì che riportare sotto la corona britannica gli Stati Uniti, indipendenti da ormai una trentina di anni, era diventato impossibile. Il trattato di Gand mise fine alla disputa tra i due paesi anglosassoni. Il Red River venne ceduto dal Regno Unito agli Stati Uniti.
Dopo il congresso di Vienna la Gran Bretagna si trovò rafforzata, diventando la prima superpotenza coloniale. Giorgio IV, diventato reggente nel 1811 e poi re nel 1820, fu un sovrano debole, il suo potere venne esercitato in maniera piena dai suoi ministri. Nel 1830 ascese al trono Guglielmo IV, fratello di Giorgio, ma anch'egli fu poco impegnato in politica. Durante il regno di Guglielmo vennero poste alcune importanti riforme in materia di lavoro, tra cui la restrizione del lavoro minorile e l'abolizione dello schiavismo nelle colonie britanniche.
Tra il 1815 e la metà del secolo il Regno Unito non fu impegnato in alcun conflitto. Mentre in Prussia, Russia e Austria, all'epoca le grandi monarchie assolute del continente, i movimenti liberali venivano repressi anche nel sangue, nel Regno Unito le nuove idee liberali non vennero rigettate. Negli anni venti il Regno Unito non esitò a difendere la monarchia costituzionale portoghese e a riconoscere i nuovi Stati sudamericani come entità indipendenti.

## Età vittoriana: l'imperialismo britannico

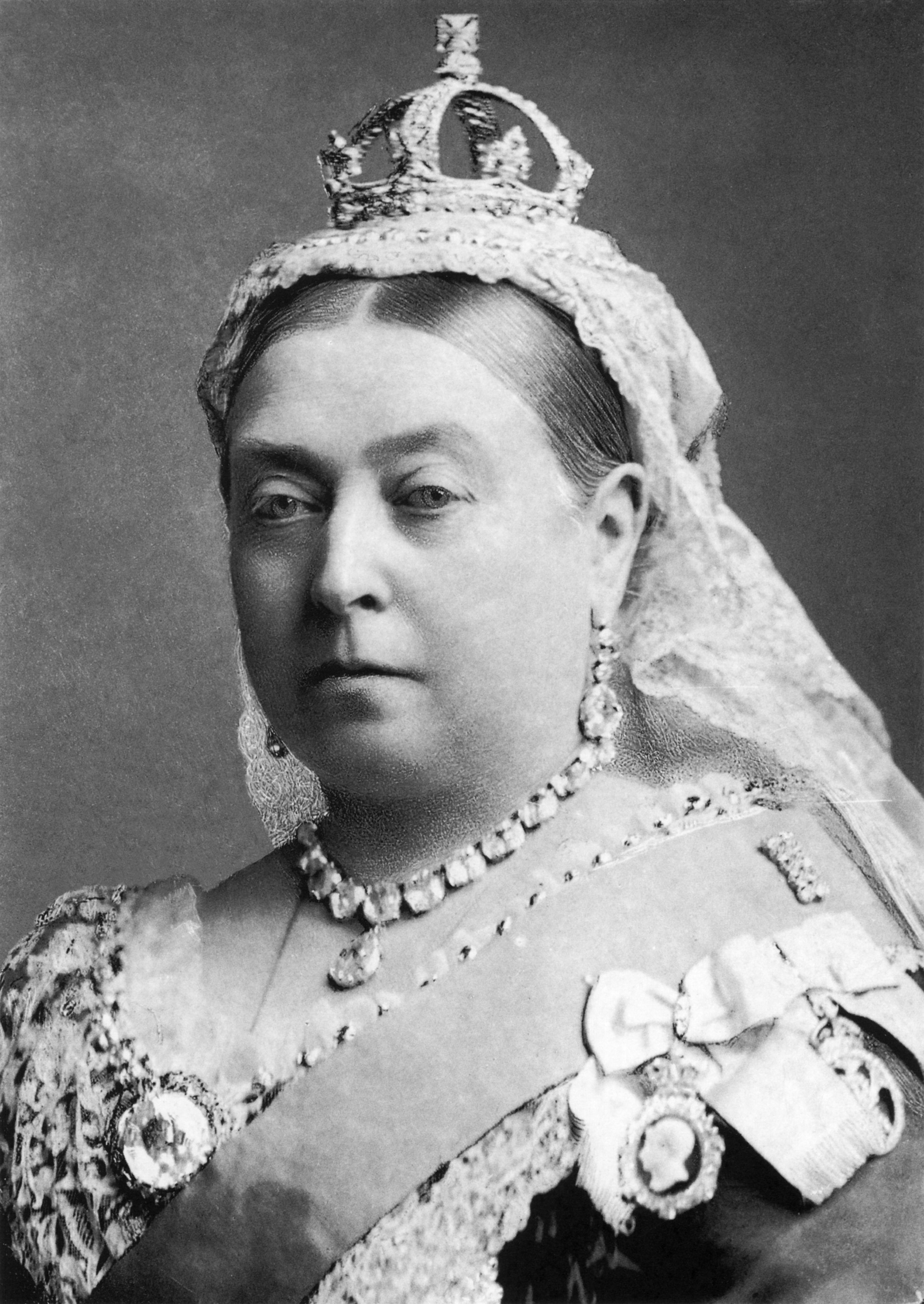
La regina Vittoria

Victoria salì al trono nel 1837 all'età di 18 anni, regnò fino al 1901 e vide la Gran Bretagna raggiungere l'apice del suo potere economico e politico. Furono sviluppate nuove entusiasmanti tecnologie come navi a vapore, ferrovie, macchine fotografiche e telegrafi, che resero il mondo "più veloce". La Gran Bretagna rimase di nuovo in gran parte inattiva nella politica europea, e non fu influenzata dall'ondata di rivoluzioni nel 1848. L'era vittoriana vide l'esaurirsi del secondo impero britannico. L'era è stata preceduta dall'era Regency e le succedette il periodo edoardiano.
Storici come Bernard Porter hanno caratterizzato l'era della metà del Vittoriano (1850-1870) come gli "anni d'oro" della Gran Bretagna. Vi erano pace e prosperità, poiché il reddito nazionale per persona era cresciuto della metà. Gran parte della prosperità era dovuta alla crescente industrializzazione, in particolare nel settore tessile e dei macchinari, nonché alla rete mondiale del commercio e dell'ingegneria che producevano profitti per i commercianti e gli esperti britannici di tutto il mondo. C'era la pace all'estero (a parte la breve guerra di Crimea, 1854-1856) e la pace sociale nel regno. Riforme in ambito industriale furono stabilite dal Parlamento. Il Mines Act del 1842 vietava l'impiego di ragazze e ragazzi di età inferiore ai dieci anni dal lavoro sotterraneo nelle miniere di carbone. La classe operaia ignorò gli agitatori stranieri come Karl Marx e si unì per celebrare la nuova prosperità. I datori di lavoro erano tipicamente paternalistici e generalmente riconoscevano i sindacati. Le aziende fornirono ai loro dipendenti servizi di assistenza sociale che vanno dalle abitazioni, alle scuole e alle chiese, dalle biblioteche, ai bagni e alla palestra. I riformatori della classe media fecero del loro meglio per aiutare le classi lavoratrici ad aspirare alle norme della "rispettabilità" della classe media.
C'era uno spirito di libertarismo, dice Porter, poiché le persone sentivano di essere libere, le tasse erano molto basse e le restrizioni del governo erano minime. Vi erano ancora aree problematiche, come rivolte occasionali, in particolare quelle motivate dall'anti-cattolicesimo. La società era ancora governata dall'aristocrazia e dalla nobiltà, che controllavano alti uffici governativi, entrambe le case del Parlamento, della chiesa e dei militari. Diventare un ricco uomo d'affari non era così prestigioso come ereditare un titolo e possedere una proprietà terriera. La letteratura andava bene, ma le belle arti scarseggiavano mentre la Grande Mostra del 1851 mostrava il valore industriale della Gran Bretagna piuttosto che la sua scultura, pittura o musica. Il sistema educativo era però ancora mediocre.

### Imperialismo di libero scambio
La Grande Mostra di Londra del 1851 dimostrò chiaramente il dominio britannico nell'ingegneria e nell'industria; che durò fino all'ascesa degli Stati Uniti e della Germania negli anni 1890. Utilizzando gli strumenti imperiali del libero scambio e degli investimenti finanziari, ha esercitato una notevole influenza su molti Paesi al di fuori dell'Europa, in particolare in America Latina e in Asia. Così la Gran Bretagna aveva sia un impero formale basato sul dominio britannico sia uno informale basato sulla sterlina britannica.

### Russia, Francia e Impero ottomano
Una paura assillante era il possibile crollo dell'Impero ottomano. Si comprendeva bene che un crollo di quel Paese avrebbe scatenato una lotta per il suo territorio e probabilmente avrebbe fatto precipitare la Gran Bretagna in guerra. Per evitarlo, la Gran Bretagna cercò di impedire ai russi di occupare Costantinopoli e di impadronirsi degli Stretti Bospori, nonché di minacciare l'India attraverso l'Afghanistan. Nel 1853, la Gran Bretagna e la Francia intervennero nella guerra di Crimea e sconfissero la Russia a un costo molto elevato di vittime. Nel 1870 il Congresso di Berlino bloccò la Russia dall'imposizione del duro trattato di Santo Stefano all'Impero ottomano. Nonostante la sua alleanza con i francesi nella guerra di Crimea, la Gran Bretagna non aveva fiducia nelle azioni del Secondo Impero di Napoleone III, specialmente quando l'imperatore costruì navi da guerra corazzate e iniziò a riportare la Francia a una politica estera più attiva.

## Età edoardiana
La regina Vittoria morì nel gennaio del 1901 e al suo posto ascese al trono Edoardo VII. Il breve regno di Edoardo, durato meno di dieci anni, coincise con la Belle Époque.
Nei primi anni del Novecento, benché l'aristocrazia aveva ancora saldo il potere politico, le classi operaie iniziarono a organizzarsi sotto le unioni sindacali e iniziarono a rivendicare maggiori riforme di tipo sociale. Nel 1900 venne fondato il Partito Laburista.
I conservatori, con a capo Arthur Balfour, rimasero al governo fino al 1906. Nelle elezioni di quell'anno vinsero i Liberali, in alleanza con i Laburisti. I governi liberali, nel quinquennio 1906-1911 approvarono una serie di riforme, come la regolamentazione dell'orario di lavoro, l'assicurazione nazionale e la nascita dello Stato Sociale. Nel 1911 riuscirono a ridurre il potere della camera dei Lord.
In politica estera il Regno Unito si avvicinò alla Francia con la stipula dell'Étente cordiale del 1904 e alla Russia con l'intesa anglo-russa del 1907. L'alleanza con la Francia e la Russia, sfociata infine nella Triplice intesa, aveva l'obiettivo di fermare la politica aggressiva dell'Impero tedesco.

## Prima guerra mondiale

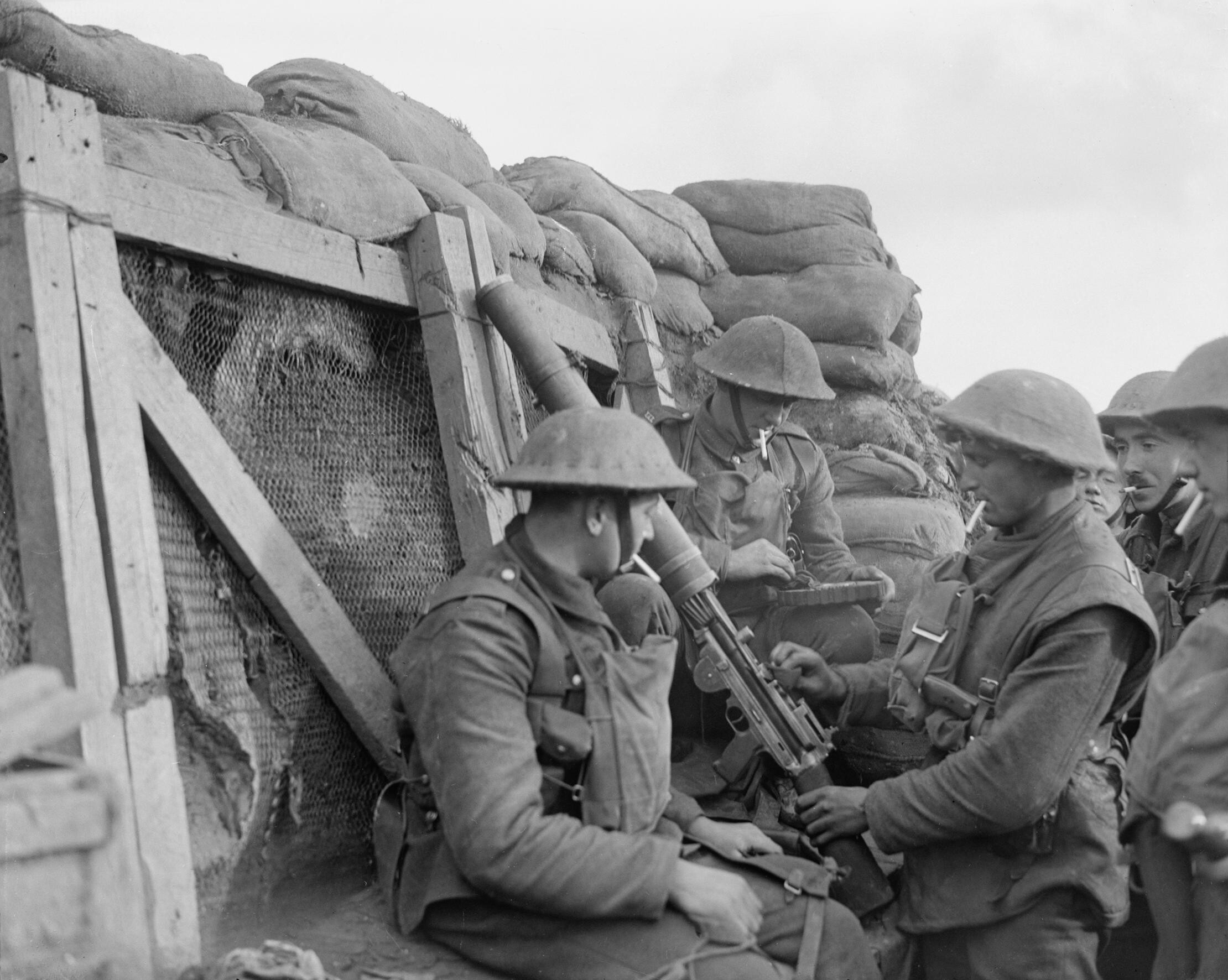
Soldati britannici in trincea

L'attentato di Sarajevo avvenuto il 28 giugno 1914 innescò una serie di eventi che fecero precipitare la situazione portando allo scoppio della prima guerra mondiale. Il Regno Unito entrò in guerra il 5 agosto del 1914 a fianco della Francia e della Russia contro la Germania e l'Austria-Ungheria. Nelle prime fasi del conflitto, il Corpo di spedizione britannico, inviato in Francia e nelle Fiandre, subì devastanti perdite nel corso della prima battaglia di Ypres la quale segnò anche la fine della guerra di movimento in favore di una logorante guerra di trincea lungo tutto il fronte occidentale. Negli anni seguenti i britannici furono protagonisti di sanguinosi e inconcludenti combattimenti, come la battaglia di Passchendaele e della Somme. Nel frattempo il primo ministro Asquith venne sostituito da David Lloyd George. Ormai avviata la mobilitazione di massa (dal 1916 era stata imposta la coscrizione obbligatoria), la nazione diede tutti i suoi sforzi per sconfiggere la Germania. La Royal Navy britannica sconfisse la marina tedesca nella battaglia dello Jutland del 1916 così la Germania iniziò a subire il blocco navale inglese e si vide costretta a utilizzare massicciamente gli U-Boot contro tutte le navi che si trovavano in acque britanniche, comprese quelle dei paesi neutrali. Nel 1917 gli Stati Uniti entrarono in guerra a fianco degli alleati consentendogli di dare vita a una risolutiva offensiva che gli permise di sfondare le linee tedesche e indurre la Germania a siglare l'armistizio di Compiègne dell'11 novembre 1918 con cui si sanciva la fine delle ostilità. La Gran Bretagna usciva vittoriosa dal conflitto ma al costo di 750000 morti e oltre 2500000 di soldati feriti.
Le ingenti perdite provocarono un impatto psicologico e morale duraturo nel popolo inglese ma nonostante tutto l'economia e la vita sociale uscirono dal conflitto rinnovate e migliorate. L'abbandono del tradizionale rigido liberalismo a favore di un maggior intervento statale tipico dell'economia di guerra portò a nuovi investimenti pubblici nella costruzione di scuole, nell'edilizia popolare, nella rivalutazione dell'agricoltura e nei servizi sanitari e assistenziali. Nonostante le difficoltà delle riconversione aziendale da produzione bellica a civile, il settore manifatturiero non cessò di produrre ricchezza; la disoccupazione era alquanto limitata mentre i salari erano cresciuti considerevolmente. Le donne, chiamate a sopperire agli uomini impegnati in guerra in ruoli tradizionalmente maschili, videro il loro prestigio sociale crescere come non mai e nel 1918 ottennero il diritto di voto con il superamento dei trentuno anni di età. I difficili anni di guerra portarono in politica all'affermazione del Partito Conservatore che manterrà la maggioranza per oltre un decennio.

## Periodo interbellico: 1918-1939
Lo storico Arthur Marwick vede una radicale trasformazione della società britannica derivante dalla Grande Guerra, un diluvio che spazzò via molti vecchi atteggiamenti e portò a una società più equa. Vede il famoso pessimismo letterario degli anni 1920 come fuori luogo, sostenendo che vi furono importanti conseguenze positive grazie alla guerra per la società britannica. Indica un'autocoscienza energica tra i lavoratori che ha rapidamente formato il Partito Laburista, l'arrivo del parziale suffragio femminile e un'accelerazione della riforma sociale e del controllo statale dell'economia. Vede un declino della deferenza verso l'aristocrazia e l'autorità consolidata in generale, e l'indebolimento tra i giovani delle restrizioni tradizionali sul comportamento morale individuale. Marwick afferma che le distinzioni di classe si sono ammorbidite, la coesione nazionale è aumentata e la società britannica è diventata più equa.

### Politica ed economia degli anni 1920

#### Espansione dello stato sociale
Due importanti programmi che ampliarono permanentemente lo stato sociale passarono nel 1919 e nel 1920 con un dibattito sorprendentemente breve, anche se i conservatori dominarono il parlamento. L'Housing Town Planning &c Act 1919 istituì un sistema di alloggi governativi che seguiva le promesse della campagna del 1918 di "case adatte agli eroi". Questo "Addison Act", intitolato al primo ministro della sanità Christopher Addison, richiedeva alle autorità locali di esaminare le loro esigenze abitative e di iniziare a costruire case per sostituire i bassifondi. Il Ministero del Tesoro ha sovvenzionato gli affitti bassi. In Inghilterra e Galles furono costruite 214 000 case e il Ministero della Salute divenne in gran parte un ministero dell'edilizia abitativa.

#### Il Partito Conservatore
Il ministero di Lloyd George si disgregò nel 1922. Stanley Baldwin, come leader del Partito Conservatore e come Primo Ministro, dominò in quegli anni la politica britannica. La sua combinazione di forti riforme sociali e un governo stabile si è dimostrata una potente combinazione elettorale, con il risultato che i conservatori hanno governato la Gran Bretagna da soli o come componente principale del governo nazionale. Baldwin fu inoltre l'ultimo leader del partito conservatore a vincere oltre il 50% dei voti (nelle elezioni generali del 1931). La strategia politica di Baldwin era di polarizzare l'elettorato in modo che gli elettori potessero scegliere tra i conservatori a destra e il partito laburista a sinistra, schiacciando i liberali nel mezzo. La polarizzazione ebbe luogo e mentre i liberali rimasero attivi sotto Lloyd George, conquistarono pochi seggi e rimasero un partito secondario fino a quando non si unirono a una coalizione con i conservatori nel 2010. La reputazione di Baldwin salì alle stelle negli anni 1920 e 1930, ma si schiantò dopo il 1945 perché fu incolpato per le politiche di pacificazione nei confronti della Germania, e, come ammiratore di Churchill, ne fece un'icona conservatrice. I laburisti vinsero le elezioni del 1923, ma nel 1924 Baldwin e i conservatori tornarono con una larga maggioranza.

#### Economia
Le tasse aumentarono drasticamente durante la prima guerra mondiale e non tornarono mai ai loro vecchi livelli. Un uomo ricco pagava l'8% delle sue entrate in tasse prima della guerra e circa il 33% dopo. Circa il 5% del reddito nazionale ogni anno veniva trasferito dai ricchi ai poveri.
L'economia britannica fu poco brillante negli anni 1920, con forti cali e alta disoccupazione nell'industria pesante e nel settore del carbone, specialmente in Scozia e Galles. Le esportazioni di carbone e acciaio si dimezzarono nel 1939 e la comunità imprenditoriale tardò ad adottare i nuovi principi del lavoro e della gestione provenienti dagli Stati Uniti, come il fordismo, il credito al consumo, l'eliminazione delle eccedenze di capacità, la progettazione di una gestione più strutturata e l'utilizzo di maggiori economie di scala. Per oltre un secolo l'industria navale aveva dominato il commercio mondiale, ma è rimasta in depressione nonostante vari sforzi di stimolo da parte del governo.
Alla fine degli anni venti, la performance economica si era stabilizzata, ma la situazione generale era deludente, poiché la Gran Bretagna era rimasta indietro rispetto agli Stati Uniti nella classifica delle principali potenze industriali. Rimaneva anche un forte divario economico tra il Nord e il Sud dell'Inghilterra durante questo periodo, con il Sud dell'Inghilterra e le Midlands abbastanza prospere negli anni trenta, mentre parti del Galles meridionale e del Nord industriale dell'Inghilterra divennero note come "aree in difficoltà" a causa di tassi particolarmente elevati di disoccupazione e povertà. Ciononostante, il tenore di vita continuò a migliorare man mano che i consigli locali costruivano nuove case per consentire alle famiglie, che alloggiaveno in baraccopoli, di vivere in abitazioni dignitose, con strutture aggiornate tra cui servizi igienici interni, bagni e illuminazione elettrica ora inclusi nelle nuove proprietà. Il settore privato ebbe un boom edilizio negli anni trenta.

#### Lavoro
Durante la guerra, i sindacati furono incoraggiati e la loro affiliazione aumentò da 4,1 milioni nel 1914 a 6,5 milioni nel 1918. Raggiunsero il picco a 8,3 milioni nel 1920 prima di ricadere a 5,4 milioni nel 1923.
L'industria del carbone era sofferente; le migliori miniere erano ormai esaurite, aumentandone il costo. La domanda diminuì quando il petrolio iniziò a sostituire il carbone come carburante. Lo sciopero generale del 1926 fu un sciopero di nove giorni a livello nazionale di 1,3 milioni di ferrovieri, addetti ai trasporti, tipografi, lavoratori portuali e operai siderurgici a sostegno di milioni di minatori di carbone. I minatori avevano respinto le richieste dei proprietari per ore più lunghe e avevano subito la riduzione della retribuzione a causa del calo dei prezzi. La speranza era che il governo intervenisse per riorganizzare e razionalizzare il settore e aumentare la sovvenzione, ma tutti e tre i principali partiti si opposero allo sciopero. I leader del Partito Laburista non approvarono poiché il Comintern di Mosca aveva inviato istruzioni ai comunisti per promuovere aggressivamente lo sciopero. Lo stesso sciopero generale è stato in gran parte non violento, ma il blocco dei minatori continuò e ci furono manifestazioni violente in Scozia. Fu l'unico sciopero generale nella storia britannica, leader del TUC come Ernest Bevin lo consideravano uno sbaglio. La maggior parte degli storici lo considera un evento singolare con poche conseguenze a lungo termine. Il Trade Disputes and Trade Unions Act del 1927 rese illegali gli scioperi generali, tale atto fu in gran parte abrogato nel 1946. L'industria carboniera consumò il carbone più accessibile e con l'aumento dei costi la produzione scese da 2567 milioni di tonnellate nel 1924 a 183 milioni nel 1945. Il governo laburista nazionalizzò le miniere nel 1947.

### La Grande Depressione
La Grande Depressione ebbe origine negli Stati Uniti alla fine del 1929 e si diffuse rapidamente nel mondo. La Gran Bretagna non aveva mai sperimentato il boom che aveva caratterizzato gli Stati Uniti, la Germania, il Canada e l'Australia negli anni venti, quindi la sua crisi fu meno grave rispetto a questi Paesi. Il commercio mondiale britannico diminuì però della metà tra il 1929 e 1933, la produzione dell'industria pesante è diminuì di un terzo, i profitti dell'occupazione precipitarono in quasi tutti i settori. Alla fine dell'estate del 1932 i disoccupati registrati ammontavano a 3,5 milioni e molti altri avevano solo un lavoro a tempo parziale. John Maynard Keynes, che non aveva previsto la crisi, disse: "Non ci saranno conseguenze serie a Londra. Troviamo il futuro decisamente incoraggiante".
Le zone maggiormente colpite da problemi economici furono il Nord dell'Inghilterra, la Scozia, l'Irlanda del Nord e il Galles; la disoccupazione raggiunse il 70% in alcune aree all'inizio degli anni trenta (con oltre 3 milioni di disoccupati a livello nazionale) e molte famiglie dipendevano interamente dai sussidi dello Stato.
Nel 1936, quando la disoccupazione era già calata rispetto agli anni precedenti, 200 uomini disoccupati fecero una marcia da Jarrow a Londra, nel tentativo di mostrare la difficile situazione dei poveri operai. Sebbene molto supportata dalla sinistra, la Jarrow Crusade (la marcia) segnò una profonda spaccatura nel Partito Laburista e non provocò alcuna azione del governo a beneficio dei lavoratori. La disoccupazione è rimasta elevata fino a quando la guerra non ha assorbito tutti i disoccupati. Il libro di George Orwell, The Road to Wigan Pier, offre una cupa panoramica delle difficoltà del tempo.

### Tentativi di pacificazione
I ricordi degli orrori e delle morti della prima guerra mondiale resero la Gran Bretagna e i suoi leader fortemente inclini al pacifismo nell'era tra le due guerre. La sfida venne dai dittatori, prima Benito Mussolini in Italia, poi Adolf Hitler di una Germania nazista molto più potente. La Società delle Nazioni si dimostrò una delusione per i suoi sostenitori: non fu in grado di risolvere nessuna delle minacce poste dai dittatori. Nel 1938 era chiaro che la guerra stava incombendo e che la Germania aveva l'esercito più potente del mondo. L'ultimo atto di riappacificazione avvenne quando la Gran Bretagna e la Francia sacrificarono la Cecoslovacchia alle richieste di Hitler nell'accordo di Monaco del 1938, ma invece di essere soddisfatto Hitler minacciò la Polonia, e alla fine il primo ministro Neville Chamberlain lasciò perdere la pacificazione diplomatica e promise di difendere la Polonia. Hitler tuttavia siglò un accordo con Josif Stalin per dividere l'Europa orientale; quando la Germania invase la Polonia nel settembre del 1939, la Gran Bretagna e la Francia dichiararono guerra, il Commonwealth britannico seguì l'esempio di Londra.

## Seconda guerra mondiale

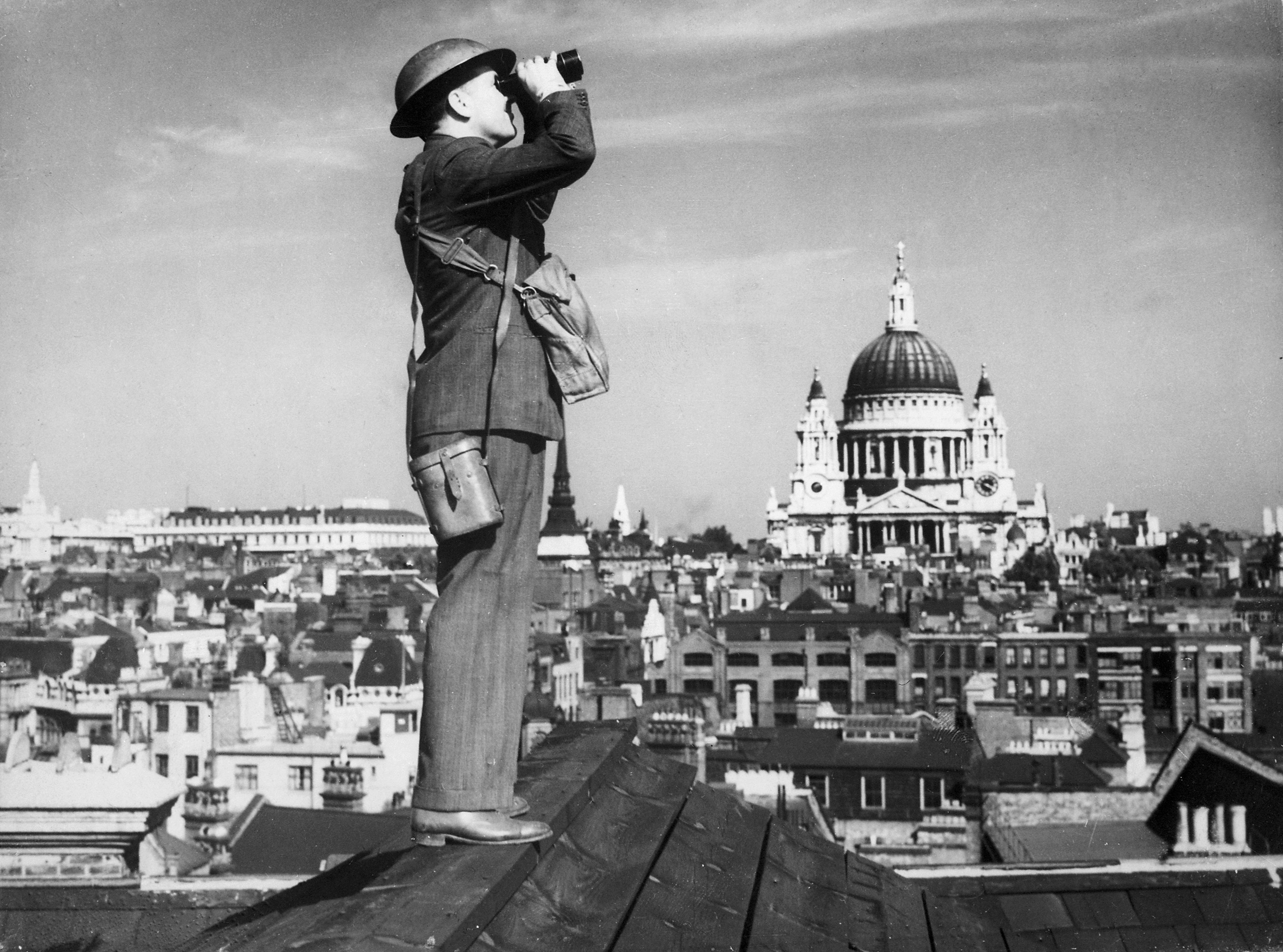
Una vedetta inglese su di un tetto di Londra durante la battaglia d'Inghilterra

I primi mesi dalla dichiarazione di guerra trascorsero senza che vi fossero scontri significativi, un periodo che viene conosciuto come "strana guerra". L'iniziativa venne presa dall'esercito nazista che il 9 aprile dette avvio alla campagna di Norvegia con cui sbaragliò in poco tempo le forze alleate. Il 10 maggio, Chamberlain rassegnò le dimissioni da primo ministro: vista la gravità della situazione, riteneva necessario un Governo di larghe intese formato da laburisti e liberali. Suo successore divenne Winston Churchill, che promise di combattere i tedeschi fino alla fine. Negli stessi giorno la Germania dette avvio alla campagna di Francia con una vasta offensiva di successo. Il corpo di spedizione britannico venne pesantemente travolto nella battaglia di Dunkerque ma nonostante la sconfitta riuscì a salvare gran parte delle forze grazie a una poderosa evacuazione navale, che tuttavia lasciò in Francia tutto l'equipaggiamento e le scorte di guerra.
A partire da luglio l'aeronautica tedesca, la Luftwaffe, iniziò una campagna di bombardamenti sui principali centri industriali e città del Regno Unito. Il morale dei britannici non fu tuttavia intaccato e la mobilitazione totale della popolazione fu importante per resistere. Anche la famiglia reale ebbe importanti ruoli simbolici nella guerra: si rifiutarono di lasciare Londra durante il Blitz e furono instancabili nel visitare truppe, fabbriche di munizioni, cantieri navali e ospedali in tutto il Paese. Sul piano bellico, fondamentale fu l'eroico sforzo dei piloti della Royal Air Force, aiutati dalle difese radar, che fece sì che la battaglia d'Inghilterra volgesse a favore dei difensori, tanto che entro la fine dell'anno la minaccia di un'invasione tedesca sull'isola era oramai scongiurata. Un tale vittoria fu fondamentale per cementare il prestigio di Churchill e guardare con ottimismo alla possibilità di sconfiggere definitivamente il Terzo Reich.
Sventata l'invasione, il Regno Unito poté iniziare con una propria strategia di guerra basata sulla difesa delle tradizionali vie di comunicazione che gli permettesse di mantenere le fondamentali forniture da parte delle proprie colonie. Perciò venne dato inizio alle operazioni nel canale di Suez, nel Golfo Persico, in Egitto e nel Nordafrica, aprendo difatti un teatro bellico nel Mediterraneo. La difesa delle colonie non fu affatto semplice, complice l'entrata in guerra del Giappone, e costò ai britannici l'affondamento delle navi Prince Of Walls e Repulse nonché la perdita della Malesia e di Singapore; tuttavia "alla fine del 1944 la posizione britannica in Asia orientale e nel Pacifico era ancora ben salda".
Lo sbarco in Normandia fu uno degli eventi chiave del prosieguo delle attività belliche e comportò lo spostamento di gran parte delle operazioni britanniche nell'Europa continentale. Nonostante alcuni tentativi di controffensiva da parte dei tedeschi, il destino della guerra era oramai voltato a favore degli Alleati. Il 30 Adolf Hitler si suicidò nel suo bunker in una Berlino assediata dall'Armata Rossa; il 7 maggio il generale Alfred Jodl firmò la capitolazione a ovest della Germania. La guerra costò alla Gran Bretagna la perdita di oltre 270000 soldati e 60000 civili.

### Mobilitazione dell'interno
Gli storici attribuiscono alla Gran Bretagna un record nella mobilitazione del fronte interno per lo sforzo bellico in termini di mobilitazione della maggior parte dei lavoratori, massimizzazione della produzione, assegnazione delle giuste competenze al compito giusto e mantenimento del morale e dello spirito delle persone.
Gran parte di questo successo fu dovuto alla mobilitazione sistematica delle donne, come operai, soldati e casalinghe, applicata dopo la coscrizione del dicembre 1941. Le donne hanno sostenuto lo sforzo bellico e hanno reso il razionamento dei beni di consumo un successo. Gli inglesi si affidarono con successo al volontarismo. La produzione di munizioni aumentò notevolmente ma la qualità di esse restò comunque alta. Gli agricoltori aumentarono l'area coltivata da 12 000 000 a 18 000 000 di acri (da circa 50 000 a 75 000 km²) e la forza lavoro agricola fu ampliata di un quinto, grazie in particolare all'esercito di terra femminile (Women's Land Army).

### Stato sociale
Il successo del governo nella fornitura di nuovi servizi, come ospedali e pranzi scolastici, nonché lo spirito egualitario, hanno contribuito al sostegno diffuso per uno stato sociale allargato. È stato sostenuto dal governo di coalizione e da tutti i principali partiti. Le condizioni di benessere, specialmente per quanto riguarda il cibo, migliorarono durante la guerra quando il governo impose il razionamento e sovvenzionò i prezzi degli alimenti. Le condizioni per l'edilizia abitativa però peggiorarono ovviamente con i bombardamenti, e l'abbigliamento cominciò a scarseggiare.
Le differenze tra le classi sociali si assottigliarono poiché i redditi diminuirono drasticamente per i ricchi e per gli impiegati, mentre le loro tasse salirono alle stelle, invece gli operai beneficiavano del razionamento e dei controlli dei prezzi.
La gente esigeva un'espansione dello stato sociale come ricompensa per i sacrifici di guerra del popolo, richiesta che fu soddisfatta.

## Dopoguerra

### Austerità del 1945-1950
Dalla guerra la società inglese uscì trasformata sulla base dell'egualitarismo mentre la disoccupazione era ai minimi storici. La fine della guerra ha visto una vittoria schiacciante per Clement Attlee e il Partito Laburista, a spese di Churchill, che vennero eletti grazie alla promessa di maggiore giustizia sociale con politiche di sinistra. Così iniziò un processo di nazionalizzazione che comprese la Banca d'Inghilterra, l'aviazione civile, il carbone e la Cable & Wireless. Seguirono le ferrovie, i canali televisivi, i trasporti pubblici, l'elettricità e il gas. Infine venne nazionalizzata anche l'industria del ferro e dell'acciaio, un caso speciale perché era un'industria manifatturiera. Complessivamente, circa un quinto dell'economia fu nazionalizzato. Nel contempo vennero fatti grandi investimenti anche nello stato sociale con la creazione nel 1948 di un servizio sanitario nazionale che ne rappresenta l'apice. D'altra parte furono anche anni in cui, a causa dei lasciti della guerra, la Gran Bretagna dovette affrontare una grave crisi finanziaria che comportò una forte svalutazione della sterlina e al congelamento dei salari. Il grande debito pubblico accumulatosi costrinse i britannici a fare i conti con un'epoca di austerità contrassegnata da carenze di materie prime generi alimentari. Tuttavia, i grandi prestiti concessi dagli Stati Uniti e dal piano Marshall contribuirono a ricostruire e modernizzare le infrastrutture e le pratiche commerciali.

### Decolonizzazione e formazione delCommonwealth
Alla crisi, il governo rispose riducendo le sue responsabilità internazionali. Consci di non poter più gestire ancora a lungo il loro imponente impero coloniale, i britannici iniziarono un processo di decolonizzazione con la concessione dell'autogoverno nel 1947 all'India e al Pakistan. Entro gli anni 1960 quasi tutte le colonie avevano ottenuto l'indipendenza, rimanevano britanniche solamente pochi territori come l'Honduras britannico, le isole Falkland, Gibilterra, Hong Kong, le Figi. La difficoltà del Regno in politica estera si era comunque ampiamente palesata nel 1956 quando, insieme a Francia e Israele, aveva occupato il canale di Suez dopo la nazionalizzazione da parte dell'Egitto, scatenandola reazione negativa di Stati Uniti e Unione Sovietica, oltre che la condanna da parte delle Nazioni Unite, che portarono il governo di Londra a rivedere la decisione e ritirare l'esercito.

## Indipendentismo irlandese
All'inizio del Novecento la "questione irlandese" era molto viva nel dibattito pubblico britannico. Si discuteva di dare una Home rule all'Irlanda. Tra l'Ottocento e il Novecento tre Home Rule bills furono respinti.